# Jani Brajkovič
Janez Brajkovič (tudi Jani Brajkovič), slovenski kolesar iz Metlike, Bela krajina, * 18. december 1983.
Največji uspehi v njegovi karieri so zmaga na veliki enotedenski etapni dirki Po Dofineji (2010), dobil je Dirko po Sloveniji (2012) in je tudi dvakratni državni prvak v kronometru (2009 in 2011).
Sicer je odlično nastopal na velikih enotedenskih etapnih dirkah, kjer ima celo vrsto rezultatov med najboljšo deseterico v končnem seštevku na 6 od 7 dirk, kar mu ni uspelo le na Dirki po Baskiji.
Dosegel je tudi drugo mesto na prestižnem spomeniku, na Dirki po Lombardiji (2008).

## Kariera

#### 2003
Je nastopil na svoji prvi Dirki po Sloveniji, ki pa je ni dokončal in predčasno odstopil.

#### 2004
Je postal prvi slovenski svetovni prvak v kolesarstvu, dobil je kronometer v kategoriji mlajših članov. 

#### 2005
Prestopil je med profesionalne kolesarje, v moštvo Discovery Channel Pro Cycling Team. 

#### 2008
Na zadnjem spomeniku sezone, jesenski klasiki Dirka po Lombardiji, je zasedel končno 2. mesto.

#### 2009
Konec leta se pridruži ekipi RadioShack, katere soustanovitelj je bil Lance Armstrong.
Čeprav je postavil skupno le drugi najboljši čas, je Brajkovič postal prvič državni prvak v kronometru v članski konkurenci, saj je Blaž Jarc z absolutno najboljšim časom, nastopal v kategoriji do 23 let.

#### 2010
Je dosegel največji uspeh kariere ko je zmagal Dirki po Dofineji, veliki enotedenski etapni dirki.

#### 2011
V Solkanu je še drugič v karieri postal državni prvak v kronometru, v članski kategoriji Elite.

#### 2012
V letu 2012 pa je dirkal za ekipo Astana. Dobil je svojo edino Dirko po Sloveniji.
Na Dirki po Franciji je z skupno 9. mestom izenačil dotedaj najboljšo slovensko uvrstitev.

#### 2018
Leta 2018 je prejel desetmesečno prepoved nastopanja zaradi dopinga.

#### 2021
25. julija je nastopil na svoji zadnji profesionalni dirki za veliko nagrado Kranja.

#### 2022
Konec leta je tudi uradno končal svojo zelo uspešno in 20 let dolgo kariero.

## Pomembnejša tekmovanja

### Tritedenske etapne dirke
| Od   | Grand Tour        | 2003 | 2004 | 2005 | 2006 | 2007 | 2008 | 2009 | 2010 | 2011 | 2012 | 2013 | 2014 | 2015 | 2016 | 2017 | 2018 | 2019 | 2020 | 2021 |
| ---- | ----------------- | ---- | ---- | ---- | ---- | ---- | ---- | ---- | ---- | ---- | ---- | ---- | ---- | ---- | ---- | ---- | ---- | ---- | ---- | ---- |
| 1909 | Dirka po Italiji  | —    | —    | —    | —    | —    | —    | 18   | —    | —    | —    | —    | DNF  | —    | —    | —    | —    | —    | —    | —    |
| 1903 | Dirka po Franciji | —    | —    | —    | —    | —    | —    | —    | 43   | DNF  | 9    | DNF  | —    | —    | —    | 45   | —    | —    | —    | —    |
| 1935 | Dirka po Španiji  | —    | —    | —    | 30   | DNF  | —    | —    | —    | 22   | —    | 26   | —    | —    | —    | —    | —    | —    | —    | —    |

### Velike enotedenske etapne dirke
| Od   | Dirka               | 2003 | 2004 | 2005 | 2006 | 2007 | 2008 | 2009 | 2010 | 2011 | 2012 | 2013 | 2014 | 2015 | 2016 | 2017 | 2018 | 2019 | 2020 | 2021 |
| ---- | ------------------- | ---- | ---- | ---- | ---- | ---- | ---- | ---- | ---- | ---- | ---- | ---- | ---- | ---- | ---- | ---- | ---- | ---- | ---- | ---- |
| 1933 | Pariz–Nica          | —    | —    | —    | —    | —    | —    | —    | 11   | 7    | 56   | —    | —    | —    | —    | —    | —    | —    | —    | —    |
| 1966 | Tirreno–Adriatico   | —    | —    | —    | —    | 5    | —    | DNF  | —    | —    | —    | 50   | 62   | —    | —    | —    | —    | —    | —    | —    |
| 1911 | Dirka po Kataloniji | —    | —    | —    | 5    | 10   | 7    | —    | 9    | 15   | 44   | —    | —    | —    | —    | 85   | —    | —    | —    | —    |
| 1924 | Dirka po Baskiji    | —    | —    | —    | 17   | —    | —    | 40   | —    | —    | DNF  | DNF  | 45   | —    | —    | 56   | —    | —    | —    | —    |
| 1947 | Dirka po Romandiji  | —    | —    | —    | —    | 10   | —    | —    | 5    | 7    | 9    | 23   | DNF  | —    | —    | 51   | —    | —    | —    | —    |
| 1947 | Dirka po Dofineji   | —    | —    | —    | —    | —    | 46   | —    | 1    | 9    | 7    | —    | —    | —    | —    | 24   | —    | —    | —    | —    |
| 1933 | Dirka po Švici      | —    | —    | —    | 5    | DNF  | —    | —    | —    | —    | —    | 14   | —    | —    | —    | —    | —    | —    | —    | —    |

### Enodnevne dirke
| Od   | Spomeniki                | 2003                            | 2004                            | 2005                            | 2006                            | 2007                            | 2008                            | 2009                            | 2010          | 2011          | 2012 | 2013 | 2014 | 2015 | 2016 | 2017 | 2018 | 2019 | 2020 | 2021 |
| ---- | ------------------------ | ------------------------------- | ------------------------------- | ------------------------------- | ------------------------------- | ------------------------------- | ------------------------------- | ------------------------------- | ------------- | ------------- | ---- | ---- | ---- | ---- | ---- | ---- | ---- | ---- | ---- | ---- |
| 1907 | Milano–San Remo          | —                               | —                               | —                               | —                               | —                               | —                               | —                               | —             | —             | —    | —    | —    | —    | —    | —    | —    | —    | —    | —    |
| 1913 | Dirka po Flandriji       | —                               | —                               | —                               | —                               | —                               | —                               | —                               | —             | —             | —    | —    | —    | —    | —    | —    | —    | —    | —    | —    |
| 1896 | Pariz–Roubaix            | —                               | —                               | —                               | —                               | —                               | —                               | —                               | —             | —             | —    | —    | —    | —    | —    | —    | —    | —    | NH   | —    |
| 1892 | Liège–Bastogne–Liège     | —                               | —                               | —                               | —                               | —                               | —                               | —                               | —             | 23            | —    | —    | —    | —    | —    | —    | —    | —    | —    | —    |
| 1905 | Dirka po Lombardiji      | —                               | —                               | DNF                             | DNF                             | —                               | 2                               | 21                              | DNF           | 32            | DNF  | —    | 37   | DNF  | —    | DNF  | —    | —    | —    | —    |
| Od   | Klasike                  | 2003                            | 2004                            | 2005                            | 2006                            | 2007                            | 2008                            | 2009                            | 2010          | 2011          | 2012 | 2013 | 2014 | 2015 | 2016 | 2017 | 2018 | 2019 | 2020 | 2021 |
| 1876 | Milano–Torino            | —                               | —                               | —                               | —                               | —                               | Ni bilo dirke                   | Ni bilo dirke                   | Ni bilo dirke | Ni bilo dirke | —    | —    | —    | —    | —    | 63   | —    | —    | —    | —    |
| 1936 | Valonska puščica         | —                               | —                               | —                               | —                               | —                               | —                               | —                               | —             | 41            | —    | —    | —    | —    | —    | —    | —    | —    | —    | —    |
| 1981 | Klasika San Sebastián    | —                               | —                               | —                               | —                               | 61                              | —                               | 14                              | —             | —             | —    | —    | —    | —    | —    | 42   | —    | —    | NH   | —    |
| 2010 | Velika nagrada Québeca   | Dirki še takrat nista obstajali | Dirki še takrat nista obstajali | Dirki še takrat nista obstajali | Dirki še takrat nista obstajali | Dirki še takrat nista obstajali | Dirki še takrat nista obstajali | Dirki še takrat nista obstajali | DNF           | —             | 35   | —    | 67   | —    | —    | 101  | —    | —    | NH   | NH   |
| 2010 | Velika nagrada Montréala | Dirki še takrat nista obstajali | Dirki še takrat nista obstajali | Dirki še takrat nista obstajali | Dirki še takrat nista obstajali | Dirki še takrat nista obstajali | Dirki še takrat nista obstajali | Dirki še takrat nista obstajali | 26            | —             | 106  | —    | 63   | —    | —    | 55   | —    | —    | NH   | NH   |
| 1909 | Giro dell'Emilia         | —                               | —                               | —                               | —                               | —                               | 11                              | DNF                             | —             | —             | —    | —    | —    | —    | —    | —    | —    | —    | —    | —    |
| 1919 | Tre Valli Varesine       | —                               | —                               | —                               | —                               | —                               | —                               | —                               | —             | —             | —    | —    | —    | 25   | —    | —    | —    | —    | NH   | —    |

### Domača dirka
| Od   | Dirka              | 2003 | 2004 | 2005 | 2006 | 2007 | 2008 | 2009 | 2010 | 2011 | 2012 | 2013 | 2014 | 2015 | 2016 | 2017 | 2018 | 2019 | 2020 | 2021 |
| ---- | ------------------ | ---- | ---- | ---- | ---- | ---- | ---- | ---- | ---- | ---- | ---- | ---- | ---- | ---- | ---- | ---- | ---- | ---- | ---- | ---- |
| 1993 | Dirka po Sloveniji | DNF  | 5    | 5    | —    | —    | —    | —    | —    | —    | 1    | —    | —    | 46   | 9    | —    | 8    | —    | NH   | 30   |

### Reprezentanca
| Od   | Olimpijske igre    | Olimpijske igre    | 2003 | 2004 | 2005    | 2006    | 2007    | 2008 | 2009    | 2010    | 2011    | 2012 | 2013    | 2014    | 2015    | 2016 | 2017    | 2018    | 2019    | 2020    | 2021 |
| ---- | ------------------ | ------------------ | ---- | ---- | ------- | ------- | ------- | ---- | ------- | ------- | ------- | ---- | ------- | ------- | ------- | ---- | ------- | ------- | ------- | ------- | ---- |
| 1896 |                    | Cestna dirka       | NH   | —    | Ni bilo | Ni bilo | Ni bilo | —    | Ni bilo | Ni bilo | Ni bilo | 21   | Ni bilo | Ni bilo | Ni bilo | —    | Ni bilo | Ni bilo | Ni bilo | Ni bilo | —    |
| 1912 | Kronometer         | —                  | NH   | —    | Ni bilo | Ni bilo | Ni bilo | 10   | Ni bilo | Ni bilo | Ni bilo | —    | Ni bilo | Ni bilo | Ni bilo | —    | Ni bilo | Ni bilo | Ni bilo | Ni bilo |      |
| Od   | Svetovno prvenstvo | Svetovno prvenstvo | 2003 | 2004 | 2005    | 2006    | 2007    | 2008 | 2009    | 2010    | 2011    | 2012 | 2013    | 2014    | 2015    | 2016 | 2017    | 2018    | 2019    | 2020    | 2021 |
| 1927 |                    | Cestna dirka       | —    | —    | 11      | 108     | —       | 48   | 35      | 22      | 50      | DNF  | DNF     | —       | —       | —    | —       | —       | —       | DNF     | —    |
| 1994 | Kronometer         | —                  | —    | 19   | —       | —       | 8       | 6    | 20      | 14      | 40      | 6    | —       | —       | —       | —    | —       | —       | —       | —       |      |
| Od   | Državno prvenstvo  | Državno prvenstvo  | 2003 | 2004 | 2005    | 2006    | 2007    | 2008 | 2009    | 2010    | 2011    | 2012 | 2013    | 2014    | 2015    | 2016 | 2017    | 2018    | 2019    | 2020    | 2021 |
| 1991 |                    | Cestna dirka       | —    | —    | —       | —       | —       | 11   | 3       | —       | —       | 9    | 15      | 19      | 17      | 15   | DNF     | 13      | 9       | 4       | DNF  |
| 1991 | Kronometer         | —                  | —    | —    | —       | —       | —       | 1    | —       | 1       | —       | —    | —       | —       | —       | —    | —       | —       | 4       | —       |      |